# Jean-Daniel Akpa-Akpro
Jean-Daniel Akpa-Akpro (* 11. října 1992 Toulouse) je profesionální fotbalista z Pobřeží slonoviny, který hraje na pozici středního záložníka za italský klub Empoli FC, kde je na hostování z Lazia, a za národní tým Pobřeží slonoviny.

## Klubová kariéra
V A-týmu Toulouse FC působí od 1. srpna 2011. 18. května 2013 v zápase Ligue 1 vstřelil vítězný gól proti FC Sochaux a přispěl tak k výhře 2:1. Byl to jeho první gól v dresu Toulouse.

## Reprezentační kariéra
V A-mužstvu Pobřeží slonoviny debutoval v roce 2014.
Zúčastnil se Mistrovství světa 2014 v Brazílii, kde reprezentace Pobřeží slonoviny vypadla v základní skupině C. Nenastoupil však v žádném zápase.

Zúčastnil se i Afrického poháru národů 2015 v Rovníkové Guineji, kde získal s týmem zlatou medaili.

## Osobní život
Jeho bratr Jean-Louis Akpa-Akpro je také fotbalistou.